# Robert Trujillo
Robert Trujillo (eredetileg Roberto Agustín Miguel Santiago Samuel Trujillo Veracruz) (Santa Monica, Kalifornia, 1964. október 23. –) mexikói származású basszusgitáros, a Metallica tagja.

## Pályafutása
A nyolcvanas évek végén a Suicidal Tendencies zenekar tagja volt, majd a kilencvenes évek közepén Ozzy Osbourne zenekarában játszott. Emellett tagja volt az Infectious Grooves és a Black Label Society együtteseknek is.
Miután Jason Newsted kilépett a Metallica zenekarból, az együttes Bob Rock producer közreműködésével rögzítette a St. Anger című albumot, amelyen maga a producer játszotta fel a basszusgitár részeket. Trujillo a felvételeket követően, nem sokkal a lemez megjelenése előtt, 2003 februárjában csatlakozott az együtteshez. Ron McGovney, Cliff Burton és Jason Newsted után ő a Metallica történetének negyedik basszusgitárosa.
Nős, két gyermek édesapja.

## Diszkográfia

### Jerry Cantrell
- Degradation Trip (2002)
- Degradation Trip Volumes 1 & 2 (2002)

### Black Label Society
- 1919 Eternal (2002)

### Infectious Grooves
- The Plague That Makes Your Booty Move...It's the Infectious Grooves (1991)
- Encino Man Soundtrack (1992)
- Sarsippius' Ark (1993)
- Groove Family Cyco (1994)
- Mas Borracho (1999)
- Year of the Cycos (2008)
- Funk It Up – Live In France 1995 (2010)
- Mad Mad Muir Musical Tour (2011)

### Suicidal Tendencies
- Controlled by Hatred/Feel Like Shit...Déjà Vu (1989) (credited as "Stymee")
- Lights...Camera...Revolution! (1990)
- The Art of Rebellion (1992)
- Still Cyco After All These Years (1993)
- Suicidal for Life (1994)
- Year of the Cycos (2008)
- Mad Mad Muir Musical Tour (2011)

### Glenn Tipton
- Baptizm of Fire (1997)

### Mass Mental?
- How To Write Love Songs (1999)
- Live in Tokyo (2001)

### Ozzy Osbourne
- Down to Earth (2001)
- Blizzard of Ozz (reissue) (2002)
- Diary of a Madman (reissue) (2002)
- Live at Budokan (2002)

### Metallica
- St. Anger (2003) (Feltüntették közreműködőként, de az album dalaiban nem játszik. Viszont szerepel a lemezhez készült összes videóklipben.)
- Some Kind of Monster (EP, 2004)
- Death Magnetic (2008)
- Orgullo, Pasión y Gloria: Tres Noches en la Ciudad de México (koncert, 2009)
- Six Feet Down Under (EP, 2010)
- The Big 4 – Live from Sofia, Bulgaria (koncert, 2010)
- Six Feet Down Under (Part II) (EP, 2010)
- Live at Grimey's (EP, 2010)
- Lulu (Lou Reed & Metallica, 2011)
- Beyond Magnetic (EP, 2011)
- Quebec Magnetic (koncert, 2012)
- Through the Never (filmzene, 2013)
- Hardwired… to Self-Destruct (2016)
- 72 Seasons (2023)

### Válogatásalbumok
- "The Blackest Box – The Ultimate Metallica Tribute" (2002)
- "A Song for Chi" (2009)